# Temperatuursom
De temperatuursom, ook wel agrarische temperatuur of cumulatieve temperatuur, is de optelling vanaf 1 januari van alle daggemiddelde temperaturen boven nul. Het wordt in de land- en tuinbouw gebruikt om fenologsche verschijnselelen aan te geven, zoals
- het begin van het in blad komen (uitbotten), of van de bloei van fruitbomen, zoals appel, pruim, gewone walnoot,
- het begin van een nieuw groeiseizoen van het grasland. Het is een indicator voor allerlei zaken, zoals het al dan niet beginnen met uitrijden van bemesting (en de planning daarvan). Geadviseerd wordt om de eerste gift van stikstof op het grasland te geven wanneer de temperatuursom tussen de 180 en 280 graden valt, mits de grond berijdbaar (niet te nat) is.

10cm-temperatuur · bodemtemperatuur · hittegolf · ijsdag · koudegetal · koudegolf · luchttemperatuur · temperatuursom · tropennacht · tropische dag · vorst aan de grond · vorstdag · vorstperiode · warme dag · warmtegetal · zachte dag · zomerse dag 

Vorst: lichte vorst · matige vorst · strenge vorst · zeer strenge vorst